# 貞懿皇后 (金)
貞懿皇后（ていいこうごう、1094年 - 1161年）は、金の世宗の母。漢姓諱は李洪願（り こうがん）。弟は広平郡王李石。

## 生涯
渤海貴族の李雛訛只の娘。天輔年間、完顔宗輔の側室となった。美しく賢明であった。
天会13年（1135年）に夫が亡くなると、再婚を拒否し、出家した。通慧円明大師と号し、紫衣を賜って東京（遼陽府）に帰った。東京では清安禅寺を建て、垂慶寺を営んで住んだ。正隆6年（1161年）5月、入寂した。同年に世宗が即位すると、「貞懿皇后」と贈号し、仏塔を建立して供養が行われた。

## 伝記資料
- 『金史』
- 『通慧円明大師塔銘』